# Выборы главы Консервативной партии Великобритании (июль — сентябрь 2022)
Выборы главы Консервативной партии Великобритании в июле-сентябре 2022 года — внеочередные выборы в Великобритании, которые, помимо партийного лидера, определили следующего премьер-министра страны. Всего с 13 по 20 июля было проведено пять туров голосования, по результатам которых определились два кандидата — Риши Сунак и Лиз Трасс. 5 сентября стало известно, что новым лидером Консервативной партии избрана Лиз Трасс, набравшая 57,4 % голосов.
Проведение следующих парламентских выборов ожидается в конце 2024 или в начале 2025 года, однако они могли бы состояться досрочно по решению избранного премьер-министра.
Причиной досрочного проведения выборов стал уход в отставку действующего главы правительства — Бориса Джонсона (7 июля 2022 года). Джонсон сменил на посту Терезу Мэй после того, как она не смогла заполучить большинство голосов по проекту соглашения о выходе из Европейского союза. В последнем туре выборов главы Консервативной партии Джонсон опередил Джереми Ханта, а после вступления в должность премьер-министра объявил о проведении досрочных парламентских выборов, по результатам которых «консерваторы» получили наибольшее большинство голосов за 32 года, что позволило Джонсону принять пересмотренный вариант соглашения о выходе из Европейского союза.
В начале 2020 года Великобританию охватила пандемия COVID-19. Правительство ввело ряд социальных ограничений, таких как изоляция и ограничение передвижения, которые премьер-министр и некоторые из его сотрудников, как было позже установлено, нарушили. Разбирательство по данному делу получило название «Партигейт» (англ. Partygate). С тех пор пребывание Джонсона на посту главы правительства характеризовалось чередой политических противоречий. Скандалы получили широкое освещение в средствах массовой информации. Несмотря на это, в июне 2022 года Джонсону всё же удалось заручиться поддержкой «консерваторов». В результате сексуального скандала вокруг Криса Пинчера с 5 по 7 июля в отставку подали более 60 министров, личных секретарей парламента, торговых представителей и вышестоящих руководителей «тори». Серия отставок стала самой масштабной в истории страны, и многие ранее поддержавшие Джонсона члены парламента призвали его уйти в отставку. Начался правительственный кризис. 7 июля Джонсон объявил об уходе в отставку с поста лидера партии. Тем не менее, он продолжил исполнять обязанности премьер-министра вплоть до назначения своего преемника.

## Предпосылки

### «Брексит» и выборы главы Консервативной партии (2019)
В 2016 году Тереза Мэй, пребывая на посту премьер-министра после проведения референдума о членстве Соединённого Королевства в Европейском союзе, начала переговоры по выработке соглашения о выходе из ЕС. После запуска статьи 50, положившей начало официальному выходу страны из состава Европейского союза, премьер-министр объявила о проведении досрочных парламентских выборов, стремясь увеличить консервативное большинство, которое бы впоследствии поддержало её проект. Результат оказался диаметрально противоположным: «консерваторы» потеряли большинство мест в парламенте, образовался «подвешенный» парламент. Чтобы остаться в должности, Мэй заключила соглашение с Демократической юнионистской партией. В декабре 2018 года Консервативная партия инициировала вотум недоверия премьер-министру. В свою очередь, Мэй заявила, что уйдёт в отставку после завершения процесса выхода Великобритании из ЕС. В результате 200 депутатов-консерваторов поддержали премьер-министра, а 117 высказались «против». Позднее лидер Лейбористской партии в Палате общин Джереми Корбин объявил вотум недоверия Мэй. 325 членов палаты подержали премьер-министра, 306 высказались «против». Несмотря на это, Мэй не удалось принять проект соглашения о выходе из ЕС (было проведено несколько голосований в парламенте). В мае 2019 года она объявила об отставке.
Десять депутатов-консерваторов выдвинули свои кандидатуры на выборах лидера партии. Ими стали: бывший министр иностранных дел Борис Джонсон, действующий на тот момент министр иностранных дел Джереми Хант, министр окружающей среды Майкл Гоув, министр здравоохранения Мэтт Хэнкок, главный парламентский организатор Марк Харпер, министр внутренних дел Саджид Джавид, лидер палаты общин Андреа Ледсом, министр труда Эстер Макви, министр по «брекситу» Доминик Рааб и министр по международному развитию Рори Стюарт. В финальном раунде остались два кандидата: Хант и Джонсон. 23 июля 2019 года победителем был объявлен Джонсон, набравший 66,4 % голосов.

### Парламентские выборы (2019)
Первоначально Джонсон имел парламентское большинство в один голос. 3 сентября 2019 года «консерватор» Филлип Ли присоединился к Либеральным демократам, назвав ситуацию, сложившуюся вокруг «брексита», «процессом, заражённым болезнями-близнецами: популизмом и английским национализмом». Позднее двадцать один член Консервативной партии проголосовал за то, чтобы разрешить палате общин рассмотреть законопроект, внесённый Хиллари Бенном, который потребовал бы от Джонсона добиваться переноса срока выхода Великобритании из Европейского союза с 31 октября 2019 года на 31 января 2020 года, в случае если парламенту не удастся одобрить проект соглашения или проголосовать за то, чтобы страна покинула ЕС без договорённости. В результате Джонсон отстранил от должности двадцати одного члена парламента. Вскоре после этого Эмбер Радд покинула кабинет премьер-министра и вышла из Консервативной партии в знак протеста, а брат главы правительства Джо Джонсон ушёл с поста министра образования и науки.
Джонсон добивался проведения досрочных парламентских выборов, но потерпел неудачу, поскольку большинство депутатов хотели исключить возможность выхода Великобритании из ЕС без соглашения. Несмотря на противодействие премьер-министра, законопроект Бенна был принят. В результате переговоров дата выхода Великобритании из Европейского союза была перенесена на более поздний срок. В свою очередь, парламентом был одобрен закон, позволивший провести досрочные парламентские выборы, по результатам которых Консервативная партия получила большинство в восемьдесят голосов (365 мест), что обеспечило «тори» самое уверенное преимущество со времён Маргарет Тэтчер в 1987 году. Кроме того, «консерваторы» получили места на севере Англии, где десятилетиями доминировала Лейбористская партия. Пятеро бывших членов парламента, отстранённых Джонсоном, безуспешно баллотировались в качестве независимых кандидатов или от Либеральных демократов.

### Пандемия COVID-19 и «Партигейт»
Менее чем через два месяца после выборов 2019 года на территории страны стали регистрироваться первые случаи COVID-19. BBC писала: «Согласно докладу депутатов парламента, неспособность властей сделать большее, чтобы остановить распространение болезни на ранних стадиях пандемии, стала одной из самых крупных неудач системы здравоохранения страны». 23 марта было объявлено о введении локдауна, запрещавшего все несущественные поездки и контакты с другими людьми; закрыты школы, предприятия, места отдыха и развлечений. Население было обязано соблюдать социальное дистанцирование. Люди, у которых проявлялись симптомы, соблюдали самоизоляцию, в то время как группа населения, подверженная наибольшему риску, использовала средства индивидуальной защиты. В конце марта сам Джонсон сдал положительный тест на коронавирус и был госпитализирован. Правительство премьер-министра отреагировало введением чрезвычайных полномочий и широкомасштабных социальных мер, включая ужесточение карантина и утверждение программы вакцинации, запуск которой состоялся в декабре 2020 года.
Начиная с декабря 2021 года СМИ сообщали, что во время ограничений, связанных с пандемией COVID-19, проводились неформальные собрания членов Консервативной партии и правительства. Одним из самых резонансных стал случай, когда Джонсон вместе с супругой Кэрри проводили время с семнадцатью однопартийцами в саду на Даунинг-стрит, 10. Премьер-министр говорил, что «посещал мероприятие с соблюдением социального дистанцирования». По мнению Джонсона, это была не более чем «рабочая встреча». Глава правительства признался, что посещал «питейные мероприятия с соблюдением социальной дистанции». Сообщалось о нескольких других случаях несоблюдения карантинных мер премьер-министром и членами его кабинета. Расследование обвинений было начато секретарём кабинета Саймоном Кейсом. Однако после того, как стало известно, что его собственный офис проводил аналогичную вечеринку в декабре 2020 года, расследование было передано Сью Грей. Члены Консервативной партии осудили премьер-министра, некоторые призывали его уйти в отставку. Джонсон взял на себя «полную ответственность за то, что произошло». Премьер-министр, его жена и канцлер казначейства Риши Сунак получили от полиции уведомления о фиксированных штрафных санкциях.
Правила Консервативной партии гласят, что вотум доверия премьер-министру мог бы быть инициирован 15 % депутатов, которые должны были направить соответствующие письма председателю комитета 1922 Грэму Брэди. Поступали сообщения о том, что необходимый порог будет достигнут к январю 2022 года. По данным The Guardian, некоторые члены «тори» ожидали отчёта Грей, прежде чем решить, отправлять ли письма Брэди. 19 января 2022 года Кристиан Уэйкфорд перешёл на сторону Лейбористской партии, заявив, что Джонсон и Консервативная партия в целом «неспособны предложить руководство и правительство, которых заслуживает страна». Издание The New Statesman сообщало, что после этого случая некоторые депутаты-консерваторы отложили отправку писем, ссылаясь на то, что процесс усугубит раскол в Консервативной партии. Примерно в то же время депутат «тори» Уильям Рагг заявил, что его однопартийцы использовали шантаж и угрозы прекращения финансирования, чтобы заручиться необходимым количеством голосов. В свою очередь, Нус Гани заявила, что парламентский организатор говорил, что её приверженность мусульманству обсуждалась при принятии решения об увольнении её с должности министра в 2020 году. Рагг и Гани по совместительству являлись заместителями председателя комитета 1922, который рассматривал возможность сокращения срока проведения повторного голосования с двенадцати до шести месяцев после положительного исхода вотума доверия. По сообщениям The Times, сложившаяся ситуация представляла серьёзную угрозу для премьер-министра, желавшего сохранить свой пост.
Некоторые министры кабинета Джонсона считали Риши Сунака главным «заговорщиком». 3 февраля 2022 года, когда восемь членов парламента публично объявили, что они подали письма о недоверии Джонсону, Financial Times сообщила, что «количество поданных писем варьируется в пределах тридцати». 25 мая состоялась публикация отчёта, касающегося систематических нарушений премьер-министром мер социального дистанцирования, в результате некоторые члены Консервативной партии призвали главу правительства подать в отставку. К 31 мая 17 депутатов-консерваторов публично объявили, что направили письма о недоверии комитету 1922. Сорок один однопартиец поставил под сомнение позицию Джонсона. По данным источников The Times, фактическое количество писем «достигало 67».

### Вотум доверия (2022)
6 июня 2022 года, по прошествии платинового юбилея Елизаветы II, Грэм Брэди объявил о достижении порога в 54 письма и что вотум доверия Джонсону состоится вечером того же дня. Большинство депутатов-консерваторов проголосовали за то, чтобы Джонсон продолжил оставаться лидером партии. Более 40 % членов «тори» выразили недоверие премьер-министру. Издание The Guardian охарактеризовало результаты голосования как «более масштабный, чем ожидалось, бунт».
| Вотум доверия Борису Джонсону |               |                  |
| Голосование →                 | Голосование → | 6 июня 2022 года |
|                               | Доверие       | 211 из 359       |
|                               | Недоверие     | 148 из 359       |

### Правительственный кризис
В конце июня 2022 года член парламента от консерваторов Крис Пинчер подал в отставку с поста заместителя главы правительственного отдела после того, как против него были выдвинуты обвинения в сексуальных домогательствах. Первоначально Джонсон отказывался отстранять однопартийца. Бывший постоянный секретарь министерства иностранных дел Саймон Макдональд заявил, что премьер-министр знал о предрасположенностях Пинчера ещё в 2019 году. 4 июля Джонсон всё же признал, что был осведомлён о наклонностях однопартийца в момент его назначения. В связи со скандалом, 5 июля в отставку подали несколько министров, в их числе министр финансов Сунак и министр здравоохранения Джавид. Несколько политиков, которые обсуждались в качестве потенциальных кандидатов на место Джонсона, включая Трасс, выразили свою поддержку главе правительства. По данным The Times, министр транспорта Грант Шэппс, который участвовал в подсчёте в предыдущем вотуме доверия, сказал Джонсону, что он может рассчитывать лишь на 28 голосов доверия, если будет назначено новое голосование.
Джонсон назначил министром финансов Надхима Захави, при этом сообщалось, что Захави пригрозил уйти в отставку, если он не получит эту должность. Мишель Доунлан заняла пост министра образования, который прежде занимал Захави. 6 июля ещё несколько министров подали в отставку. Несколько депутатов-консерваторов, в их числе министр Гоув, попросили Джонсона покинуть пост. Премьер-министр уволил Гоува в тот же день, сославшись на нелояльность. На следующий день Захави и Донелан также призвали Джонсона уйти в отставку. Опрос YouGov показал, что 59 % членов Консервативной партии настаивали на том, чтобы глава правительства покинул должность. В тот же день, 7 июля Джонсон объявил о своей предстоящей отставке, заявив, что избрание нового лидера состоится до октября 2022 года. Действующий глава правительства останется на посту до избрания своего преемника. Несколько депутатов-консерваторов заявили, что он должен незамедлительно уйти в отставку, а лидер Лейбористской партии Кир Стармер пригрозил, что объявит новое голосование по вотуму недоверия правительству, если Джонсон останется на посту премьер-министра.

## Процедура
11 июля 2022 года процедура выборов нового руководства Консервативной партии была одобрена комитетом 1922. Выдвижение кандидатур состоялось 12 июля, при этом каждый претендент для участия в первом туре голосования должен был заручиться поддержкой по крайней мере двадцати депутатов-консерваторов. Джонсон, как уходящий лидер, не имел права участвовать в избирательной кампании.
Согласно утверждённой процедуре выборов, в первом туре (13 июля) кандидатам необходимо было набрать 30 голосов депутатов. В каждом последующем туре, начиная со второго (14 июля), кандидат, набравший наименьшее количество голосов, должен был быть исключён. Третье голосование состоялось в понедельник 18 июля; результаты были объявлены в 8 часов вечера. Четвёртый тур голосования, сокративший круг претендентов до трёх, состоялся 19 июля; результаты были представлены в 3 часа дня. Пятый раунд прошёл 20 июля, в результате чего в 4 часа дня общественности стали известны два кандидата, которые встретились лицом к лицу в финальном раунде голосования на должность премьер-министра.
Наконец, когда осталось всего два кандидата, члены Консервативной партии, численность которых составляет примерно 0,38 % от британского электората, сделали выбор по принципу «один член — один голос».
Члены Консервативной партии могут голосовать на выборах руководства, даже если они живут за пределами Великобритании и не являются гражданами страны.
Кандидат, набравший наибольшее количество голосов, одержал победу на выборах.
В июле и августе состоялась серия масштабных митингов с участием кандидатов.
Имя нового лидера консерваторов, а, следовательно, и премьер-министра было объявлено 5 сентября, когда палата общин вернулась с летних каникул. 6 сентября Джонсон отправился в замок Балморал на аудиенцию к королеве и подал прошение об отставке. Новый премьер-министр Лиз Трасс назначена Елизаветой II позже в тот же день.

## Кампания
6 июля 2022 года рекордное число министров ушло в отставку в связи со скандалом вокруг Пинчера. 7 июля Борис Джонсон объявил об уходе с поста главы «тори», а, следовательно, и главы правительства. Были назначены министры взамен ушедших в отставку, некоторых из которых обвинили в том, что они могут «саботировать первые недели пребывания нового главы правительства на посту». Опрос членов Консервативной партии показал, что фаворитом в гонке за пост премьер-министра был министр обороны Бен Уоллес. Однако 9 июля он объявил, что не намерен баллотироваться. Уоллеса поддержал ряд депутатов-консерваторов, в числе которых Грэм Стюарт и Дэвид Манделл.
Кеми Баденок, ушедшая в отставку с поста министра местного самоуправления, 8 июля объявила о выдвижении своей кандидатуры в статье для газеты The Times, в которой она заявила, что хочет «говорить правду» и выступает за «сильное, но ограниченное правительство». Баденок работала в банковской сфере, прежде чем в 2017 году стать депутатом парламента от округа Саффрон-Уолден. Кроме того, в 2016 году она проводила кампанию за выход Великобритании из Европейского союза. Баденок назвала цель нулевых выбросов углерода «непродуманной» и сказала, что политики «зацепились за идею о том, что государство способно решить большинство проблем». The Guardian описала её как принадлежащую к правому крылу Консервативной партии. Кеми выбыла в четвёртом туре голосования.
Генеральный прокурор Англии и Уэльса Суэлла Браверман стала первым членом парламента от консерваторов, публично выдвинувшим свою кандидатуру ещё до того, как Джонсон сделал заявление об отставке. Работала адвокатом, в 2015 году избрана членом парламента от округа Фарехем. Во время интервью журналисту ITV Роберту Пестону призвала премьер-министра уйти в отставку, но при этом заявила, что не покинет его кабинет, потому что у неё есть «долг, и что существует потребность правительства в адвокате». По словам Браверман, задачами следующего лидера Консервативной партии станут «завершение процедуры брексита, снижение налогов и разрешение энергетического кризиса». После того, как первый полёт в рамках плана по предоставлению убежища в Руанде был приостановлен временной мерой Европейского суда по правам человека, Браверман заявила, что у неё есть «существенные возражения касательно складывающихся отношений между Великобританией и ЕСПЧ». Будучи кандидатом на пост премьер-министра, она обвинила ЕСПЧ в «подрыве демократии» и заявила, что, если ей удастся одержать победу, Великобритания выйдет из данной организации. Суэлла выбыла во втором туре голосования и поддержала Лиз Трасс.
10 июля депутат парламента от Джиллингема и Рейнхэма Рехман Чишти объявил о выдвижении своей кандидатуры, заявив, что он предлагает «новый старт» и выступает за «амбициозный консерватизм». По его мнению, снижение налогов имеет особо важное значение. Завершил свою предвыборную кампанию 12 июля, поддержав Тома Тугендхата, а затем Риши Сунака.
10 июля Джереми Хант объявил о старте своей предвыборной кампании в газете The Sunday Telegraph. До того, как стать политиком, преподавал английский язык в Японии, работал в сфере связей с общественностью, основал издательский бизнес. В 2005 году стал депутатом парламента от Юго-Западного Суррея; в 2016 году выступал за сохранение членства Великобритании в Европейском союзе. Занимал пост министра иностранных дел во втором кабинете Терезы Мэй и министра здравоохранения при Дэвиде Кэмероне и в первом кабинете Мэй. Раскритиковал Джонсона за инвестиции в инфраструктуру вместо «создания богатства» и предложил политику, включавшую мораторий на повышение налоговых ставок для бизнеса, расположенного в неблагополучных районах, а также снижение корпоративного налога до 15 % вместо предлагаемого повышения до 25 %. Заявил, что при нём рост ставок по национальному страхованию сохранится и что он не намерен сокращать налогообложение физических лиц до тех пор, пока «не добьётся роста экономики». Поддерживает легализацию охоты на лис и политику отправки беженцев в Руанду, заявив, что надеется распространить программу и на другие страны. Хант объявил, что в случае избрания на пост премьер-министра назначит Эстер Макви своим заместителем по «широкой апелляции». Выбыл в первом туре голосования, поддержал Риши Сунака.
10 июля в The Sunday Telegraph Саджид Джавид, ушедший в отставку с поста министра здравоохранения, объявил о выдвижении своей кандидатуры. После его отставки сторонники Джонсона заявили, что Джавид выступал за ужесточение ограничений, связанных с пандемией COVID-19 в период рождественских праздников 2021 года, а также за политику, требующую от сотрудников крупных компаний либо вакцинации, либо ношения масок и еженедельного прохождения тестирования на коронавирус. Джавид намеревался обратить вспять рост цен на национальное страхование, временно снизить пошлину на топливо и корпоративный налог в течение четырех лет с 19 % до 15 % вместо предлагаемого повышения до 25 %. Саджид заявлял, что продолжит политику правительства по отправке просителей убежища в Руанду. Он также обещал сохранить стратегию нулевых выбросов углерода и оставить нетронутым лицензионный сбор за просмотр BBC. Прежде чем стать депутатом парламента, Джавид работал инвестиционным банкиром. В 2010 году избран депутатом парламента от Бромсгроува; в 2016 году выступал за сохранение членства Великобритании в Европейском союзе. 12 июля завершил свою предвыборную кампанию, поддержал Лиз Трасс.
10 июля министр по торговой политике Пенни Мордонт объявила о старте своей предвыборной кампании в социальных сетях. Видео включало кадры с участием легкоатлета Оскара Писториуса, осуждённого за убийство, и британского паралимпийца Джонни Пикока, который попросил, чтобы видеоряд с его изображением был вырезан. Впоследствии была опубликована новая версия, фрагменты с Писториусом и Пикоком были удалены. Мордонт работала в отделе по связям с общественностью, в 2010 году стала депутатом парламента от Портсмута-Северного. The Telegraph описала её как «социально-либеральную сторонницу брексита». Несколько консервативных активистов раскритиковали Мордонт за поддержку прав трансгендеров, в том числе за то, что она заявила, что транс-женщины — это женщины, а транс-мужчины — это мужчины. Вместе с Тугендхатом, Мордаунт рассматривалась как кандидат, который мог бы заручиться поддержкой депутатов из Консервативной партии Шотландии. Выбыла в пятом туре голосования, поддержала Лиз Трасс.
8 июля в статье The Times министр транспорта Грант Шэппс объявил о выдвижении, подчеркнув свою лояльность Джонсону. Выступал против «ненужного продолжения» растрат и ограничений, связанных с пандемией COVID-19 и предложил политическую программу, включавшую снижение налогов и «государственную поддержку предприятий с высоким уровнем энергопотребления». Шэппс ставил своей целью, чтобы к 2050 году Великобритания стала крупнейшей экономикой Европы, превратившись в страну «с низкими налогами и низким уровнем регулирования». Он также заявлял, что увеличит расходы на оборону с 2,3 % до 3,0 % ВВП и что Великобритании нужно будет подготовиться к «войне высокой интенсивности». До того, как стать депутатом парламента, Шэппс управлял бизнесом по веб-маркетингу. В 2005 году стал депутатом парламента от Уэлвина-Хэтфилда; в 2016 году выступал за сохранение сохранение членства Великобритании в Европейском союзе. Заявлял, что не ставит по сомнение права трансгендеров и что гендерный переход является «выбором людей», которые всегда будут его поддерживать; себя же он относит к сторонникам либертарианства. 12 июля Шэппс завершил предвыборную кампанию, поддержал Риши Сунака.
8 июля Риши Сунак, покинувший должность канцлера казначейства, объявил о старте предвыборной кампании в видеоролике, размещённом в социальных сетях, в котором он пообещал, что «восстановит доверие, восстановит экономику и воссоединит страну». Сунак заявил, что его ценностями являются «патриотизм, справедливость и трудолюбие». Он также пообещал «расправиться с гендерно нейтральными формулировками». До того, как стать депутатом парламента, Сунак работал в инвестиционном банке и хедж-фондах. В 2015 году избран депутатом парламента от Ричмонда (Йорка). До начала 2021 года считался главным потенциальным преемником Джонсона. СМИ стало известно о том, что его жена Акшата Мурти использовала систему налогообложения без указания постоянного места жительства, чтобы избежать уплаты миллионов фунтов, и что сам Сунак имел грин-карту, наличие которой требовало от него объявить себя постоянным жителем Соединённых Штатов в течение шести лет в качестве члена парламента и в течение полутора лет на посту канцлера. Сунак получил уведомление о фиксированном штрафе после того, как служба столичной полиции обнаружила, что он нарушил карантинные ограничения, связанные с коронавирусом, посетив вечеринку по случаю дня рождения. Консерваторы, поддерживавшие Джонсона, критиковали Сунака и видели его в качестве «главного инициатора свержения премьер-министра». Было опубликовано видео Сунака в молодости, в котором он говорил, что у него «нет друзей из рабочего класса». Депутаты-консерваторы распространили меморандум, в котором подвергли критике его послужной список на посту канцлера. Зак Голдсмит заявил, что Сунак, в случае победы, назначит Марка Спенсера министром окружающей среды, и что сам Спенсер будет «маленьким Болсонару».
10 июля министр иностранных дел Лиз Трасс объявила о начале своей предвыборной кампании. Прежде работала бухгалтером. В 2010 году избрана депутатом парламента от Юго-Западного Норфолка; в 2016 году выступила за сохранение членства Великобритании в Европейском союзе. Трасс заявила, что отменит запланированное повышение корпоративного налога, а также недавнее повышение ставок по национальному страхованию. По словам её команды, Лиз вдохновляется такими видными политическими деятелями как президент Соединённых Штатов Рональд Рейган и бывший канцлер казначейства Найджел Лоусон.
7 июля председатель специального комитета по иностранным делам Том Тугендхат объявил о выдвижении своей кандидатуры, подчеркнув свой предыдущий опыт службы в британской армии. Он заявил, что отменит повышение тарифов по национальному страхованию и снизит пошлины на топливо. Несколько шотландских депутатов-консерваторов поддержали его, после чего Тугендхат сделал заявление, что будет «отстаивать Союз и роль Шотландии в нём». До прихода в политику служил офицером разведки в Ираке и в Афганистане. В 2015 году стал депутатом парламента от Тонбриджа и Маллинга; в 2016 году выступил за сохранение членства Великобритании в Европейском союзе. Критиковал Джонсона, особенно падение Кабула; не занимал пост министра в его правительстве. Заявил, что отсутствие министерского опыта не является проблемой, поскольку роль премьер-министра — это «не управленческая работа, речь идёт о том, чтобы иметь видение». The Independent причислила его к так называемым «ястребом». Считается, что он конкурировал с Хантом за поддержку умеренной фракции консерваторов «Одна нация». Тугендхат пообещал поддерживать политику правительства по депортации беженцев в Руанду. Своим «политическим кумиром» считает Рейгана. Выбыл в третьем туре голосования, поддержал Лиз Трасс.
Сообщалось, что Надхим Захави, которого Джонсон назначил канцлером казначейства после того, как Сунак подал в отставку, проводил предвыборную кампанию при поддержке политтехнолога Линтона Кросби и его союзников; вступил в должность канцлера, чтобы «донести свою программу» о снижении налогов. 9 июля объявил о выдвижении своей кандидатуры. Прежде чем заняться политикой, являлся соучредителем компании YouGov, проводящей опросы, работал в нефтяной промышленности. В 2010 году избран депутатом парламента от Стратфорда-апон-Эйвона; в 2016 году выступил за выход Великобритании из Европейского союза. Заявил, что в случае избрания увеличит расходы на оборону, а также «защитит [детей] от вредной и неуместной чепухи, навязываемой им радикальными активистами». Объявил, что рассматривает возможность сокращения корпоративного и подоходного налогов, тарифов по национальному страхованию. 9 июля The Independent сообщила, что Управление по налоговым и таможенным сборам расследует его налоговые дела, после того, как дело было передано им из Отдела по борьбе с международной коррупцией Национального агентства по борьбе с преступностью. Представитель Захави отрицал какие-либо нарушения и заявил, что ему «не известно о каком-либо официальном расследовании». Захави говорил, что его «очерняют», и пообещал публиковать свои отчеты ежегодно, если он станет премьер-министром, но заявил, что обнародование предыдущих отчётов было бы «неправильным». Выбыл в первом туре голосования, поддержал Лиз Трасс.
11 июля Стивен Буш в статье в Financial Times «разбил» кандидатов на две группы. К первому лагерю он отнёс так называемый истеблишмент, где лидировал Сунак, опережая Ханта, Джавида, Шэппса или Тугендхата. Выделил также группу «правых», которую помимо Трасс составили Баденок, Браверман, Захави или Пател. Мордонт же, по мнению автора, занимала центристскую позицию. Тара Джон из CNN отметила, что некоторые кандидаты идут на всё, чтобы продемонстрировать свои анти-трансгендерные позиции, несмотря на то, что опросы показывают, что это не особо важный вопрос для британской общественности. Генеральный директор «Stonewall» Нэнси Келли назвала такую стратегию «непропорциональной и пугающей».

## Кандидаты

### Номинанты
Восемь кандидатов были утверждены 12 июля, получив поддержку по меньшей мере двадцати других депутатов-консерваторов:
| Кандидат         | Должность и избирательный округ                                                                                               | Кампания | Дата выдвижения | Статус кампании                                 | Представители                   | Прим.                 |
| ---------------- | --- | -------- | --------------- | ----------------------------------------------- | ------------------------------- | --------------------- |
| Кеми Баденок     | Государственный министр по делам местного самоуправления, религии и общин (2021–2022) Саффрон-Уолден (2017–н. в.)             | Сайт     | 8 июля 2022     | Выбыла после четвёртого тура                    | Ли Роули Джулия Лопес           | [ 75 ] [ 137 ]        |
| Суэлла Браверман | Генеральный атторней Англии и Уэльса (2020–н. в.) Фарехем (2015–н. в.)                                                        | Сайт     | 6 июля 2022     | Выбыла после второго тура; поддержала Лиз Трасс | Дэвид Джонс Мириам Кейтс        | [ 80 ] [ 81 ] [ 138 ] |
| Джереми Хант     | Председатель специального комитета по здравоохранению и социальному обеспечению (2020–н. в.) Юго-Западный Суррей (2005–н. в.) | Сайт     | 9 июля 2022     | Выбыл после первого тура; поддержал Риши Сунака | Эстер Макви Энтони Мэнгнолл     | [ 88 ] [ 92 ] [ 93 ]  |
| Пенни Мордонт    | Государственный министр по торговой политике (2021–н. в.) Портсмут-Северный (2010–н. в.)                                      | Сайт     | 10 июля 2022    | Выбыла после пятого тура; поддержала Лиз Трасс  | Андреа Ледсом Крейг Трейси      | [ 106 ] [ 139 ]       |
| Риши Сунак       | Канцлер казначейства (2020–2022) Ричмонд (Йорк) (2015–н. в.)                                                                  | Сайт     | 8 июля 2022     | Активен                                         | Доминик Рааб Мел Страйд         | [ 116 ]               |
| Лиз Трасс        | Министр иностранных дел и международного развития (2021–2022) Юго-Западный Норфолк (2010–н. в.)                               | Сайт     | 10 июля 2022    | Активна                                         | Саймон Кларк Тереза Коффи       | [ 140 ]               |
| Том Тугендхат    | Председатель специального комитета по иностранным делам (2017–н. в.) Тонбридж и Маллинг (2015–н. в.)                          | Сайт     | 7 июля 2022     | Выбыл после третьего тура; поддержал Лиз Трасс  | Энн-Мари Тревельян Джеймс Дейли | [ 128 ] [ 141 ]       |
| Надхим Захави    | Канцлер казначейства (2022) Стратфорд-апон-Эйвон (2010–н. в.)                                                                 | NZ4PM    | 9 июля 2022     | Выбыл после первого тура; поддержал Лиз Трасс   | Брэндон Льюис Аманда Миллинг    | [ 92 ] [ 133 ]        |

### Снявшиеся с выборов
Следующие депутаты объявили о намерении побороться за лидерство в Консервативной партии, но впоследствии приняли решение сняться до того, как были бы выдвинуты:
| Кандидат      | Должность и избирательный округ | Кампания     | Дата выдвижения | Дата снятия  | Поддержал                      | Прим.                        |
| ------------- | --- | ------------ | --------------- | ------------ | ------------------------------ | ---------------------------- |
| Рехман Чишти  | Парламентский заместитель государственного секретаря по иностранным делам, делам Содружества и развития (2022–н. в.) Джиллингем и Рейнхэм (2010–н. в.) |              | 10 июля 2022    | 12 июля 2022 | Тома Тугендхата, → Риши Сунака | [ 84 ] [ 85 ] [ 86 ] [ 142 ] |
| Саджид Джавид | Министр здравоохранения (2021–2022) Бромсгроув (2010–н. в.)                                                                                            | Сайт         | 9 июля 2022     | 12 июля 2022 | Лиз Трасс                      | [ 93 ] [ 99 ]                |
| Грант Шэппс   | Государственный секретарь по вопросам транспорта (2019–н. в.) Уэлвин-Хэтфилд (2005–н. в.)                                                              | Grant Shapps | 9 июля 2022     | 12 июля 2022 | Риши Сунака                    | [ 110 ] [ 112 ]              |

## Дебаты
| №                                                                             | Дата и время                                                                  | Место                                                                         | Программа                                                                     | Вещатель                                                                      | Ведущий                                                                       | Просмотры (миллионов)                                                         | Кандидаты | Кандидаты | Кандидаты | Кандидаты | Кандидаты | Прим.                   |
| У Участвовал; С Снялся/выбыл; O Дебаты приостановлены; Н Дебаты не состоялись | У Участвовал; С Снялся/выбыл; O Дебаты приостановлены; Н Дебаты не состоялись | У Участвовал; С Снялся/выбыл; O Дебаты приостановлены; Н Дебаты не состоялись | У Участвовал; С Снялся/выбыл; O Дебаты приостановлены; Н Дебаты не состоялись | У Участвовал; С Снялся/выбыл; O Дебаты приостановлены; Н Дебаты не состоялись | У Участвовал; С Снялся/выбыл; O Дебаты приостановлены; Н Дебаты не состоялись | У Участвовал; С Снялся/выбыл; O Дебаты приостановлены; Н Дебаты не состоялись | Баденок   | Мордонт   | Сунак     | Трасс     | Тугендхат | Прим.                   |
| ----------------------------------------------------------------------------- | ----------------------------------------------------------------------------- | ----------------------------------------------------------------------------- | ----------------------------------------------------------------------------- | ----------------------------------------------------------------------------- | ----------------------------------------------------------------------------- | ----------------------------------------------------------------------------- | --------- | --------- | --------- | --------- | --------- | ----------------------- |
| Перед финальным раундом голосования                                           |                                                                               |                                                                               |                                                                               |                                                                               |                                                                               |                                                                               |           |           |           |           |           |                         |
| 1                                                                             | 15 июля 2022, 19:30                                                           | Хир-Ист, Стратфорд, Лондон                                                    | Britain’s Next PM: The Conservative Debate                                    | Channel 4                                                                     | Кришнан Гуру-Мурти                                                            | 1,85                                                                          | У         | У         | У         | У         | У         | [ 143 ] [ 144 ]         |
| 2                                                                             | 17 июля 2022, 19:00                                                           | Риверсайд-Студиос, Хаммерсмит, Лондон                                         | Britain’s Next Prime Minister: The ITV Debate                                 | ITV                                                                           | Джули Этчингем                                                                | 3,06                                                                          | У         | У         | У         | У         | У         | [ 145 ] [ 146 ]         |
| 3                                                                             | 19 июля 2022, 20:00 (отменены)                                                | Скай-Кампус, Айлворт, Лондон                                                  | The Battle for No. 10                                                         | Sky News                                                                      | Кей Берли                                                                     | н/д                                                                           | С         | Н         | Н         | Н         | С         | [ 147 ] [ 148 ]         |
| В рамках финального раунда голования                                          |                                                                               |                                                                               |                                                                               |                                                                               |                                                                               |                                                                               |           |           |           |           |           |                         |
| 4                                                                             | 25 июля 2022, 21:00                                                           | Виктория-холл, Сток-он-Трент                                                  | Our Next Prime Minister                                                       | BBC One                                                                       | Софи Рэйуорт                                                                  | 3,70                                                                          | С         | С         | У         | У         | С         | [ 149 ] [ 150 ]         |
| 5                                                                             | 26 июля 2022, 18:00                                                           | Радиовещательный центр Илинга, Илинг, Лондон                                  | The Sun’s Showdown: The Fight for No.10                                       | The Sun and TalkTV                                                            | Гарри Коул (снялся) Кейт Маккенн                                              | 0,14                                                                          | С         | С         | О         | О         | С         | [ 151 ] [ 152 ] [ 153 ] |

### Предпочтения зрителей
| Дата проведения                               | Источник опроса | Размер выборки | Баденок | Мордонт | Сунак | Трасс | Тугендхат | НИ   |
| --------------------------------------------- | --------------- | -------------- | ------- | ------- | ----- | ----- | --------- | ---- |
| Britain’s Next PM: The Conservative Debate    |                 |                |         |         |       |       |           |      |
| 15 июля 2022                                  | Opinium         | 1159           | 12 %    | 12 %    | 25 %  | 6 %   | 36 %      | 9 %  |
| Britain’s Next Prime Minister: The ITV Debate |                 |                |         |         |       |       |           |      |
| 17 июля 2022                                  | Opinium         | 1001           | 12 %    | 17 %    | 24 %  | 15 %  | 19 %      | 13 % |
| Our Next Prime Minister                       |                 |                |         |         |       |       |           |      |
| 25 июля 2022                                  | Opinium         | 1032           | -       | -       | 39 %  | 38 %  | -         | 23 % |

В августе 2022 прошли встречи Трасс и Сунака со своими сторонниками в различных частях Великобритании.

## Опросы

### Сунак vs. Трасс
| Период проведения   | Источник опроса   | Размер выборки     | Риши Сунак | Лиз Трасс | Не намерен голосовать | НИ   |
| ------------------- | ----------------- | ------------------ | ---------- | --------- | --------------------- | ---- |
| 18-25 августа       | techneUK          | 801 членов «тори»  | 33 %       | 59 %      | 8 %                   | 8 %  |
| 18-25 августа       | techneUK          | 801 членов «тори»  | 36 %       | 64 %      | н/д                   | н/д  |
| 12-17 августа       | YouGov            | 950 членов «тори»  | 34 %       | 66 %      | н/д                   | н/д  |
| 16-17 августа       | Conservative Home | 961 членов «тори»  | 28 %       | 60 %      | 3 %                   | 9 %  |
| 8-13 августа        | Opinium           | 570 членов «тори»  | 31 %       | 68 %      | н/д                   | н/д  |
| 12 августа          | techneUK          | 272 членов «тори»  | 33 %       | 60 %      | н/д                   | 7 %  |
| 5 августа           | techneUK          | 261 членов «тори»  | 36 %       | 56 %      | н/д                   | 8 %  |
| 3-4 августа         | Conservative Home | 1003 членов «тори» | 26 %       | 58 %      | 1 %                   | 12 % |
| 29 июля — 2 августа | YouGov            | 1043 членов «тори» | 31 %       | 69 %      | н/д                   | н/д  |
| 29 июля — 2 августа | YouGov            | 1043 членов «тори» | 26 %       | 60 %      | 2 %                   | 11 % |
| 27-29 июля          | techneUK          | 807 членов «тори»  | 43 %       | 48 %      | 9 %                   | 9 %  |
| 20-21 июля          | YouGov            | 730 членов «тори»  | 38 %       | 62 %      | н/д                   | н/д  |
| 20-21 июля          | YouGov            | 730 членов «тори»  | 31 %       | 49 %      | 6 %                   | 15 % |
| 18-19 июля          | Conservative Home | 845 членов «тори»  | 42 %       | 49 %      | н/д                   | 9 %  |
| 18-19 июля          | YouGov            | 725 членов «тори»  | 35 %       | 54 %      | н/д                   | 10 % |
| 12-13 июля          | YouGov            | 879 членов «тори»  | 35 %       | 59 %      | н/д                   | 6 %  |
| 11-12 июля          | Conservative Home | 929 членов «тори»  | 34 %       | 51 %      | н/д                   | 14 % |
| 6-8 июля            | Opinium           | 493 членов «тори»  | 37 %       | 33 %      | 8 %                   | 22 % |
| 6-7 июля            | YouGov            | 716 членов «тори»  | 38 %       | 43 %      | н/д                   | 19 % |

### Среди других кандидатов
| 20-21 июля 2022 | YouGov                                              | 730 | 24 % | 3 %  | 4 %  |      |      | |      |     |
| 20 %            | 11 %                                                | 13 % | 9 %  |      |      |      |      | |      |     |
| 2 %             | 13 %                                                | |      |      |      |      |      | |      |     |
| 16 июля 2022    | ConservativeHome                                    | 851 | 31 % |      |      |      |      | |      |     |
| 18 %            | 17 %                                                | 20 % | 10 % |      |      |      |      | |      |     |
| 3 %             |                                                     | |      |      |      |      |      | |      |     |
| 13-14 июля 2022 | techneUK                                            | 238 | 9 %  |      |      |      |      | |      |     |
| 23 %            | 34 %                                                | 21 % | 5 %  |      |      |      |      | |      |     |
| 8 %             |                                                     | |      |      |      |      |      | |      |     |
| 12-13 июля 2022 | YouGov                                              | 879 | 15 % | 5 %  | 4 %  |      |      | |      |     |
| 27 %            | 13 %                                                | 13 % | 8 %  |      |      |      |      | |      |     |
| 1 %             | 14% Неопределившиеся — 8% «Против всех» — 6%        | |      |      |      |      |      | |      |     |
| 12 июля 2022    | techneUK                                            | 248 | 4 %  | 2 %  | 15 % |      |      | |      |     |
| 15 %            | 29 %                                                | 19 % | 4 %  |      |      |      |      | |      |     |
| 4 %             | 10 %                                                | |      |      |      |      |      | |      |     |
| 12 июля 2022    | ConservativeHome                                    | 842 | 19 % | 11 % | 4 %  | 3 %  | 20 % | 12 % | 11 % | 7 % |
| 4 %             | 10% «Другие» — 6% Грант Шэппс — 2% Прити Пател — 2% | |      |      |      |      |      | |      |     |
| 6-9 июля 2022   | Opinium                                             | 493 |      |      |      |      |      | |      |     |
| 9 %             | 10 %                                                | 10 % | 25 % | 21 % |      |      |      | |      |     |
| 12 %            | 6 %                                                 | 59% Доминик Рааб — 12% Майкл Гоув — 8% Прити Пател — 8% «Другой кандидат» — 9% Неопределившиеся — 24% «Против всех» — 0% |      |      |      |      |      | |      |     |
| 6-7 июля 2022   | YouGov                                              | 716 |      |      |      |      |      | |      |     |
| 5 %             | 4 %                                                 | 12 % | 10 % | 8 %  | 6 %  | 13 % | 5 %  | 39% Неопределившиеся — 12% «Против всех» — 9% Майкл Гоув — 7% Доминик Рааб — 7% Прити Пател — 3% Стивен Баркли — 1% |      |     |
| 3 июля 2022     | ConservativeHome                                    | 755 | 6 %  |      |      |      |      | |      |     |
| 6 %             | 3 %                                                 | 16 % | 5 %  | 14 % | 7 %  | 16 % | 7 %  | 21% Стив Бейкер — 6% Доминик Рааб — 5% Майкл Гоув — 4% Прити Пател — 2% Грэм Брейди — 2% Марк Харпер — 1%           |      |     |

Из двух кандидатов
YouGov опросила членов Консервативной партии, за какого кандидата они проголосовали бы при различных исходах в финальном голосовании.
| Период проведения | Источник опроса | Размер выборки | Кеми Баденок | Суэлла Браверман | Джереми Хант | Пенни Мордонт | Риши Сунак | Лиз Трасс | Том Тугендхат | Бен Уоллес | Надхим Захави | Не намерены голосовать | НИ   |
| ----------------- | --------------- | -------------- | ------------ | ---------------- | ------------ | ------------- | ---------- | --------- | ------------- | ---------- | ------------- | ---------------------- | ---- |
| 18—19 июля 2022   | YouGov          | 725            | 48 %         | -                | -            | 43 %          | -          | -         | -             | -          | -             | -                      | 9 %  |
| 56 %              | -               | -              | -            | 34 %             | -            | -             | -          | -         | -             | 10 %       |               |                        |      |
| 46 %              | -               | -              | -            | -                | 43 %         | -             | -          | -         | -             | 11 %       |               |                        |      |
| -                 | -               | -              | 51 %         | 37 %             | -            | -             | -          | -         | -             | 12 %       |               |                        |      |
| -                 | -               | -              | 42 %         | -                | 48 %         | -             | -          | -         | -             | 10 %       |               |                        |      |
| -                 | -               | -              | -            | 35 %             | 54 %         | -             | -          | -         | -             | 10 %       |               |                        |      |
| 12—13 июля 2022   | YouGov          | 879            | 30 %         | -                | -            | 59 %          | -          | -         | -             | -          | -             | -                      | 10 % |
| 49 %              | -               | -              | -            | 40 %             | -            | -             | -          | -         | -             | 11 %       |               |                        |      |
| 37 %              | -               | -              | -            | -                | 54 %         | -             | -          | -         | -             | 10 %       |               |                        |      |
| 44 %              | -               | -              | -            | -                | -            | 42 %          | -          | -         | -             | 14 %       |               |                        |      |
| -                 | 25 %            | -              | 63 %         | -                | -            | -             | -          | -         | -             | 12 %       |               |                        |      |
| -                 | 42 %            | -              | -            | 45 %             | -            | -             | -          | -         | -             | 13 %       |               |                        |      |
| -                 | -               | 16 %           | 77 %         | -                | -            | -             | -          | -         | -             | 13 %       |               |                        |      |
| -                 | -               | 25 %           | -            | 57 %             | -            | -             | -          | -         | -             | 18 %       |               |                        |      |
| -                 | -               | -              | 67 %         | 28 %             | -            | -             | -          | -         | -             | 6 %        |               |                        |      |
| -                 | -               | -              | 55 %         | -                | 37 %         | -             | -          | -         | -             | 9 %        |               |                        |      |
| -                 | -               | -              | 64 %         | -                | -            | 26 %          | -          | -         | -             | 10 %       |               |                        |      |
| -                 | -               | -              | 70 %         | -                | -            | -             | -          | 18 %      | -             | 12 %       |               |                        |      |
| -                 | -               | -              | -            | 35 %             | 59 %         | -             | -          | -         | -             | 6 %        |               |                        |      |
| -                 | -               | -              | -            | 39 %             | -            | 48 %          | -          | -         | -             | 12 %       |               |                        |      |
| -                 | -               | -              | -            | 41 %             | -            | -             | -          | 41 %      | -             | 18 %       |               |                        |      |
| -                 | -               | -              | -            | -                | 57 %         | 36 %          | -          | -         | -             | 7 %        |               |                        |      |
| 6-7 июля 2022     | YouGov          | 716            | -            | -                | 23 %         | 53 %          | -          | -         | -             | -          | -             | -                      | 24 % |
| -                 | -               | 18 %           | -            | 56 %             | -            | -             | -          | -         | -             | 25 %       |               |                        |      |
| -                 | -               | 25 %           | -            | -                | 55 %         | -             | -          | -         | -             | 20 %       |               |                        |      |
| -                 | -               | 22 %           | -            | -                | -            | -             | 58 %       | -         | -             | 20 %       |               |                        |      |
| -                 | -               | -              | 40 %         | 38 %             | -            | -             | -          | -         | -             | 22 %       |               |                        |      |
| -                 | -               | -              | 34 %         | -                | 40 %         | -             | -          | -         | -             | 26 %       |               |                        |      |
| -                 | -               | -              | 26 %         | -                | -            | -             | 48 %       | -         | -             | 26 %       |               |                        |      |
| -                 | -               | -              | -            | 38 %             | 43 %         | -             | -          | -         | -             | 19 %       |               |                        |      |
| -                 | -               | -              | -            | 30 %             | -            | -             | 51 %       | -         | -             | 19 %       |               |                        |      |
| -                 | -               | -              | -            | -                | 29 %         | -             | 48 %       | -         | -             | 26 %       |               |                        |      |

### Опросы населения
| Период проведения | Источник опроса                 | Размер выборки | Риши Сунак | Лиз Трасс | Том Тугендхат | Джереми Хант | Саджид Джавид | Пенни Мордонт | Суэлла Браверман | Надхим Захави | Кеми Баденок | Грант Шэппс | Майкл Гоув | Бен Уоллес | Доминик Рааб | НИ   | Другие |
| ----------------- | ------------------------------- | -------------- | ---------- | --------- | ------------- | ------------ | ------------- | ------------- | ---------------- | ------------- | ------------ | ----------- | ---------- | ---------- | ------------ | ---- | ------ |
| 31 августа 2022   | Electoral Calculus/Find Out Now | 2263           | 27 %       | 16 %      | н/д           | н/д          | н/д           | н/д           | н/д              | н/д           | н/д          | н/д         | н/д        | н/д        | н/д          | 57 % | н/д    |
| 11 июля 2022      | Electoral Calculus/Find Out Now | 2019           | 11 %       | 5 %       | 4 %           | 4 %          | 4 %           | 3 %           | 2 %              | 1 %           | 1 %          | 1 %         | н/д        | н/д        | н/д          | 52 % | 13 %   |
| 6—7 июля 2022     | YouGov                          | 1687           | 13 %       | 3 %       | 2 %           | 4 %          | 4 %           | 2 %           | н/д              | 2 %           | н/д          | н/д         | 3 %        | 3 %        | 4 %          | 28 % | 32 %   |

## Результаты
| Кандидаты                     | 1-й тур: 13 июля 2022 | 1-й тур: 13 июля 2022 | 2-й тур: 14 июля 2022 | 2-й тур: 14 июля 2022 | 2-й тур: 14 июля 2022 | 3-й тур: 18 июля 2022 | 3-й тур: 18 июля 2022 | 3-й тур: 18 июля 2022 | 4-й тур: 19 июля 2022 | 4-й тур: 19 июля 2022 | 4-й тур: 19 июля 2022 | 5-й тур: 20 июля 2022 | 5-й тур: 20 июля 2022 | 5-й тур: 20 июля 2022 | Финальное голосование | Финальное голосование |
| Кандидаты                     | Голоса                | %                     | Голоса                | +/−                   | %                     | Голоса                | +/−                   | %                     | Голоса                | +/−                   | %                     | Голоса                | +/−                   | %                     | Голоса                | %                     |
| ----------------------------- | --------------------- | --------------------- | --------------------- | --------------------- | --------------------- | --------------------- | --------------------- | --------------------- | --------------------- | --------------------- | --------------------- | --------------------- | --------------------- | --------------------- | --------------------- | --------------------- |
| Лиз Трасс                     | 50                    | 14,0                  | 64                    | +14                   | 17,9                  | 71                    | +7                    | 19,8                  | 86                    | +15                   | 24,1                  | 113                   | +27                   | 31,6                  | 81 326                | 57,4                  |
| Риши Сунак                    | 88                    | 24,6                  | 101                   | +13                   | 28,2                  | 115                   | +14                   | 32,1                  | 118                   | +3                    | 33,1                  | 137                   | +19                   | 38,3                  | 60 399                | 42,6                  |
| Пенни Мордонт                 | 67                    | 18,7                  | 83                    | +16                   | 23,2                  | 82                    | −1                    | 22,9                  | 92                    | +10                   | 25,8                  | 105                   | +13                   | 29,3                  | Выбыла                | Выбыла                |
| Кеми Баденок                  | 40                    | 11,2                  | 49                    | +9                    | 13,7                  | 58                    | +9                    | 16,2                  | 59                    | +1                    | 16,5                  | Выбыла                | Выбыла                | Выбыла                | Выбыла                | Выбыла                |
| Том Тугендхат                 | 37                    | 10,3                  | 32                    | −5                    | 8,9                   | 31                    | −1                    | 8,7                   | Выбыл                 | Выбыл                 | Выбыл                 | Выбыл                 | Выбыл                 | Выбыл                 | Выбыл                 | Выбыл                 |
| Суэлла Браверман              | 32                    | 8,9                   | 27                    | −5                    | 7,5                   | Выбыла                | Выбыла                | Выбыла                | Выбыла                | Выбыла                | Выбыла                | Выбыла                | Выбыла                | Выбыла                | Выбыла                | Выбыла                |
| Надхим Захави                 | 25                    | 7,0                   | Выбыл                 | Выбыл                 | Выбыл                 | Выбыл                 | Выбыл                 | Выбыл                 | Выбыл                 | Выбыл                 | Выбыл                 | Выбыл                 | Выбыл                 | Выбыл                 | Выбыл                 | Выбыл                 |
| Джереми Хант                  | 18                    | 5.0                   | Выбыл                 | Выбыл                 | Выбыл                 | Выбыл                 | Выбыл                 | Выбыл                 | Выбыл                 | Выбыл                 | Выбыл                 | Выбыл                 | Выбыл                 | Выбыл                 | Выбыл                 | Выбыл                 |
| Поданные голоса               | 357                   | 99,7                  | 356                   | −1                    | 99,4                  | 357                   | +1                    | 99,7                  | 355                   | −2                    | 99,4                  | 355                   | 0                     | 99,2                  | 141 725               | 82,2                  |
| Испорченные бюллетени         | 0                     | 0,0                   | 0                     | 0                     | 0,0                   | 0                     | 0                     | 0,0                   | 1                     | +1                    | 0,3                   | 2                     | +1                    | 0,6                   | 654                   | 0,4                   |
| Воздержавшиеся                | 1                     | 0,3                   | 2                     | +1                    | 0,6                   | 1                     | −1                    | 0,3                   | 1                     | 0                     | 0,3                   | 1                     | 0                     | 0,3                   | 30 058                | 17,4                  |
| Зарегистрированные избиратели | 358                   | 100,0                 | 358                   | 0                     | 100,0                 | 358                   | 0                     | 100,0                 | 357                   | −1                    | 100,0                 | 358                   | +1                    | 100,0                 | 172 437               | 100,0                 |